# 韦利亚米诺瓦农村居民点
韦利亚米诺瓦农村居民点（俄语：Вельяминовское сельское поселение）是俄罗斯联邦布良斯克州卡拉切夫区所属的一个农村居民点。其下辖有15个居民点，行政中心为韦利亚米诺瓦。据2015年统计，该农村居民点的人口为2161人。